# Vlissingen-Oost
Vlissingen-Oost, Flessingue-Est ou Sloegebied est une zone portuaire et industrielle qui a été aménagée à l'est de la ville portuaire de Flessingue. Le territoire est apparu entre 1961 et 1964 lors de l'endiguement du Zuid-Sloe, raison pour laquelle on l'appelle souvent aussi Sloegebied (le « Territoire du Sloe »). Les ports de la ville sont maintenant considérés comme le troisième port des Pays-Bas.

## Naissance
Vers 1955, le chantier naval Schelde de Flessingue cherchait la possibilité de construire un chantier de réparation en eaux profondes dans le Zuid-Sloe. Avec l'accès existant aux terrains du cœur de la ville grâce à des écluses, l'entreprise ne pouvait plus faire face à la croissance de la navigation mondiale. Ce besoin s'est combiné avec des plans préexistants de poldérisation du Zuid-Sloe, plans qui ont connu une nouvelle impulsion après les inondations de 1953. À la même époque, la province de Zélande désirait créer une zone portuaire et industrielle, sans que pour cela des terres cultivables soient sacrifiées.
La première partie du territoire a été aménagée entre 1961 et 1964. En 1961, on commença par draguer le chenal principal, l'actuel Sloehaven. Fin 1962, la construction des berges était achevée et les jetées furent terminées dans le courant de 1963. Les terrains ont été rehaussés et le bassin et les quais ont été aménagés.
Au cours d'une visite de trois jours dans la région du Delta, la reine Juliana inaugura le 2 septembre 1964 le Sloehaven, officiellement appelé depuis lors Vlissingen-Oost.

## Superficie
Vlissingen-Oost s'étend sur environ 2 200 hectares.

## Administration
La partie occidentale est située sur le territoire de la commune de Flessingue tandis que la partie orientale se trouve sur celui de la commune de Borsele. En 1971, le territoire a été placé sous le contrôle de l'Autorité portuaire de Flessingue, fondée cette année-là. Les communes, la province et l'État collaboraient au sein de cette structure commune. Le 1er janvier 1998, l'Autorité portuaire de Flessingue a fusionné avec celle de Terneuzen pour former une nouvelle structure, Zealand Seaports : seules les communes environnantes et la province de Zélande y prennent part.

## Activités
Entre autres activités, il y a l'industrie de base et en offshore, le raffinage du pétrole, l'entreposage et le transbordement notamment de fruits, de métaux, de bois, de minerais et la production d'énergie.
Quelques sociétés connues installées à Vlissingen-Oost :
- le producteur d'aluminium Pechiney ;
- le groupe chimique Hoechst (entre-temps scindé en plus petites sociétés, parmi lesquelles Thermphos) ;
- le chantier de réparation Scheldepoort ;
- une raffinerie de Total ;
- la centrale nucléaire de Borssele ;
- la société COVRA (stockage des déchets radioactifs).

## Liaisons
Les ports de Vlissingen-Oost sont en liaison directe avec l'Escaut occidental, et aussi avec la mer du Nord et Anvers.
Une ligne de chemin de fer de marchandises (la Sloelijn) relie la région portuaire avec la Zeeuwse Lijn (la « Ligne zélandaise ») vers Rosendaël. Actuellement, une nouvelle voie est électrifiée.
La route N62 relie le port d'une part à Goes et à l'autoroute A58, et d'autre part à Terneuzen et à Gand via le tunnel de l'Escaut occidental. Par la N254, il y a également une jonction vers Middelbourg et Flessingue.

## Futur
Étant donné que les ports se trouvent en eaux profondes, des plans existent pour construire sur la face maritime le Westerschelde Container Terminal (WCT). Les porte-conteneurs étant toujours plus grands, ils pourraient décharger à Vlissingen-Oost plutôt que dans les ports d'Anvers, qui ne sont plus rejoints par les plus grands navires, les eaux étant moins profondes. Ces plans ont rencontré beaucoup de résistance car le WCT aurait pu occasionner de nombreuses nuisances et détériorer l'environnement. Le plan original a été adapté : le terminal sera plus petit que prévu initialement.